# Birkot
Birkot (nepalski: विरकोट) – gaun wikas samiti w zachodniej części Nepalu w strefie Lumbini w dystrykcie Palpa. Według nepalskiego spisu powszechnego z 2001 roku liczył on 727 gospodarstw domowych i 4190 mieszkańców (2268 kobiet i 1922 mężczyzn).